# Oskar Perron
Oskar Perron (7. května 1880 Frankenthal, Německé císařství – 22. února 1975 Mnichov, Západní Německo) byl německý matematik zabývající se především diferenciálními rovnicemi, ale i algebrou, analytickou teorií čísel či harmonickými funkcemi. Společně s Ferdinandem Georgem Frobeniem je spoluautorem tzv. Perronovy-Frobeniovy věty, důležitého výsledku v oblasti lineární algebry. Je také původcem jedné z možných definic integrálu dnes známého jako Henstockův-Kurzweilův integrál.

## Ocenění
Oskar Perron byl od roku 1919 členem akademie Leopoldina a dalších učených společností: Heidelberská akademie věd (1917), Bavorská akademie věd (1924), Akademie věd v Göttingenu (1928). V roce 1934 byl předsedou Německého svazu matematiků. Získal čestné doktoráty Univerzity Tübingen (1956) a Univerzity Johannese Gutenberga v Mohuči (1960).
V roce 1959 vyznamenán Bavorským řádem za zásluhy.